# Wahlen 2004
◄◄ | ◄ | 2000 | 2001 | 2002 | 2003 | Wahlen 2004 | 2005 | 2006 | 2007 | 2008 | ► | ►►

Weitere Ereignisse
Die hier unvollständig aufgelisteten Wahlen und Referenden fanden im Jahr 2004 statt oder waren für das angegebene Datum vorgesehen.
Bei weitem nicht alle der hier aufgeführten Wahlen wurden nach international anerkannten demokratischen Standards durchgeführt. Enthalten sind auch Scheinwahlen in Diktaturen ohne Alternativkandidaten oder Wahlen, deren Ergebnisse durch massiven Wahlbetrug oder ohne fairen, gleichrangigen Zugang der konkurrierenden Kandidaten oder Parteien zu den Massenmedien zustande gekommen sind.
Aufgrund der großen Zahl der Wahlen, die jedes Jahr weltweit durchgeführt werden, kann die Liste keinen Anspruch auf Vollständigkeit erheben. Angestrebt wird auf jeden Fall die Auflistung sämtlicher Wahlen von mindestens nationaler Bedeutung.:

## Afrika
- Am 28. März die  Parlamentswahl in Guinea-Bissau 2004
- Am 14. April die Parlamentswahl in Südafrika
- Am 25. April die Parlamentswahlen in Äquatorialguinea 2004
- Am 14. Mai die Kommunalwahlen in Namibia 2004
- Am 24. Oktober die Parlamentswahl in Tunesien
- Am 15. und 16. November die Parlamentswahlen in Namibia
- Am 15. und 16. November die Präsidentschaftswahlen in Namibia
- Am 16. November und 4. Dezember die Präsidentschaftswahlen in Niger
- Am 29. und 30. November die Regionalratswahlen in Namibia
- Am 1. und 2. Dezember die Präsidentschaftswahlen in Mosambik
- Parlamentswahlen in Mosambik 2004
- Am 7. Dezember die Präsidentschafts- und Parlamentswahl in Ghana, sowie Wahlen im Botswana, Komoren, Mayotte und Malawi

## Amerika
- Am 27. Juni in Uruguay die Vorwahlen zur Präsidentschaftswahl in Uruguay 2004
- Am 31. Oktober die Wahlen in Uruguay 2004
- Am 2. November die Wahlen in den Vereinigten Staaten 2004

## Asien
- Am 20. Februar die Parlamentswahl im Iran 2004
- Am 20. März Präsidentenwahl in der Republik China (Taiwan)
- Vom 20. April bis zum 10. Mai Parlamentswahl in Indien
- Am 2. April Parlamentswahl in Sri Lanka
- Am 11. Juli in Japan die Sangiin-Wahl 2004
- am 11. Dezember Wahl des Legislativ-Yuans in der Republik China auf Taiwan

## Europa

### Deutschland
- Am 29. Februar die Bürgerschaftswahl in Hamburg 2004
- Am 23. Mai die Wahl des deutschen Bundespräsidenten 2004
- Am 13. Juni die Landtagswahl in Thüringen 2004
- Am 13. Juni die Kommunalwahlen in Sachsen 2004
- Am 13. Juni die Europawahl in Deutschland 2004
- Am 5. September die Landtagswahl im Saarland 2004
- Am 19. September die Landtagswahl in Brandenburg 2004
- Am 19. September die Landtagswahl in Sachsen 2004
- Am 26. September die Kommunalwahlen in Nordrhein-Westfalen 2004

### Wahlen zu mehreren Terminen
| Staat       | Staat   | Wahl/Abstimmung                     | Kategorie                    |
| ----------- | ------- | ----------------------------------- | ---------------------------- |
| Deutschland | Sachsen | Bürgermeisterwahlen in Sachsen 2004 | Bürgermeisterwahl in Sachsen |

### Österreich
- Am 7. März die Landtagswahl in Kärnten und Landtagswahl in Salzburg
- Am 25. April die Wahl des Bundespräsidenten (Details: Wahlergebnisse österreichischer Bundespräsidentenwahlen)
- Am 29. September die Landtagswahl in Vorarlberg 2004

### Weitere europäische Länder
- am 7. März die Parlamentswahl in Griechenland
- am 14. März die Präsidentschaftswahl in Russland
- am 14. März die Parlamentswahl in Spanien
- im März Regional- und Kantonalwahlen in Frankreich[1]
- am 3. und 17. April die Präsidentschaftswahl in der Slowakei
- vom 10. bis zum 13. Juni die Europawahl 2004 in den damals 25 EU-Mitgliedstaaten
- am 3. Oktober die Parlamentswahl in Slowenien
- am 23. Oktober die Wahl des Parlaments im Kosovo
- am 31. Oktober, 21. November und 26. Dezember die Präsidentschaftswahl in der Ukraine
- November: Senatswahl in Tschechien
- in Rumänien
  - Ende Mai / Anfang Juni Kommunalwahlen
  - am 28. November die Parlamentswahl in Rumänien
  - am 28. November und 12. Dezember die Präsidentschaftswahl in Rumänien. Traian Băsescu wird neuer Ministerpräsident (und bleibt es bis zum 21. Dezember 2014).

## Sonstige
- Wahlen in Palau 2004